# Maëlly Dalmat
Pour les articles homonymes, voir Dalmat.
Maëlly Dalmat, née le 1er octobre 2001 à Fort-de-France, est une athlète française, spécialiste du saut en longueur.

## Biographie
Elle remporte le concours du saut en longueur aux championnats de France d'athlétisme juniors 2020 à Angers avec un saut de 6,45 m, battant le record des Championnats ainsi qu'aux championnats de France d'athlétisme en salle 2022 à Miramas où elle franchit 6,52 m.